# Montlaur, Aveyron
Montlaur är en kommun i departementet Aveyron i regionen Occitanien i södra Frankrike. Kommunen ligger  i kantonen Belmont-sur-Rance som ligger i arrondissementet Millau. År 2022 hade Montlaur 660 invånare.

## Befolkningsutveckling
Antalet invånare i kommunen Montlaur
Referens: INSEE